# 毛曼陀罗
毛曼陀罗（学名：Datura innoxia）是茄科曼陀罗属的植物，原產美洲，在中国大陆分佈於上海、山东、南京、河北、新疆、江苏、北京、湖北、大连、河南等地，生长于海拔200米至500米的地区，一般生于村边和路旁。

## 外部連結
- 毛曼陀羅 Maomantuoluo （页面存档备份，存于） 藥用植物圖像數據庫 (香港浸會大學中醫藥學院) （中文）（英文）
- 洋金花 Yangjinhua （页面存档备份，存于） 中藥材圖像數據庫 (香港浸會大學中醫藥學院) （中文）（英文）
- 東莨菪堿 Scopolamine （页面存档备份，存于） 中草藥化學圖像數據庫 (香港浸會大學中醫藥學院) （中文）（英文）